# Radics György
Radics György (Szabadka (Bács-Bodrog vármegye), 1846. január 5. – Zombor, 1886. március 4.) főgimnáziumi igazgató, műfordító, lapszerkesztő, pedagógus.

## Élete
1868-ban tett tanári vizsgát és előbb szülővárosában, Szabadkán volt főgimnáziumi tanár, ahol a történelmet és földrajzot tanította, majd a zombori állami főgimnázium igazgatója és városi törvényhatósági tag lett. Elhunyt életének 41., igazgatói működésének 13., tanárkodásának 18. évében. Örök nyugalomra helyezték 1886. március 6-án a Szent Rókusról nevezett temetőben.
Munkatársa volt a Hazánk és Külföldnek (A szerb népköltészetről és Radicsevics Brankó dalairól); cikkei a Fővárosi Lapokban (1869-től Divan, Prelo, Uszkocs, Polozsaj c. a dalmát népéletből, 1877. Csengity Aga I. éneke és Mazuranics ily c. hőskölteményének ism., Hunyady János a szerb népköltészetben, Hunyady Mátyás a délszláv népköltészetben, 1879. A szerb népköltészet és Radicsevics Brankó dalairól); a szabadkai községi főgymnasium Értesítőjében (1871. Szabadka multjából, 1873. Bács-Bodrogmegye leírása); a zombori állami főgimnázium Értesítőjében (1874. Bácsmegye történetéből a II. József alatti betelepüléshez, 1878. A zombori államgymnasium, 1882. A zombori áll. főgymnasium statisztikája, 1872-1881., 1883. Hunyady János Kacsics András könyvében), a Bácskában (1878. 22. Hunyady János a szerb népköltészetben, 1879. 30. A szerb népköltészetről, 32. Idősb Radics József); a Bács-Bodrog Évkönyvben (I. évf., év n. A Bács-Bodrog vm. helyneveinek restauratiója érdekében); az Ujvidékben (1879. 33., 34. sz. Adatok Bácsmegye történetéhez).

## Munkái
1. Bácskai emlény. Szabadka, 1873.
2. Ásványtan. Uo. 1873.
3. A zombori államgymnasium. Zombor, 1874.
4. Természetrajz. II. rész. Növénytan. Uo. 1875.
5. Bácsbodroghmegyei Árvíz Album. Uo. 1876.
6. Bács-Bodrogmegye leírása. Uo. 1879. térk.
7. Tarkaságok. Versek. Uo. 1881.
8. Rigómezei dalok. Uo. 1882. (Ism. Bácska 43., 44. sz.).
9. Sibinjanin Jank. A magyar történelem alakjai a délszláv költészetben. Uo. 1883.
10. Kralj Matias. Uo. 1884.

Szerkesztette és kiadta a Bácska c. vegyes tartalmú hetilapot 1870. okt. 1-től 1872 végeig Szabadkán és 1878. júl. 7-től 1880-ig Zomborban.
Álneve: György László 1871-78-ig a Bácskában és jegye: R. 1869-ben a Fővárosi Lapokban.